# Jens Asby
Jens Poul Asby (født Pedersen 23. april 1912 i Hellerup, død 4. oktober 2003) var en dansk skuespiller og nazist. Jens Asby står opført i Bovrup-Kartoteket blandt mange skuespillere. Han meldte sig ind i DNSAP 9. feb. 1942 ifølge den nye version af Bovrup-Kartoteket.[kilde mangler]
Asby medvirkede i en revy i Hornbæk i 1941, som Sejr Volmer-Sørensen stod bag. Da det kom frem, at han og Gerda Madsen var nazister, måtte stykkes aflyses. Madsen og Asby satte i 1942 en revy op på Frederiksberg Teater, som var finansieret af Nazityskland.
Efter besættelsen blev han ekskluderet af Dansk Skuespillerforbund. I 1958 medvirkede han i den tyske film Das haut einen Seemann doch nicht um.
Jens Asby blev den 15. juli 1939 gift på Københavns Rådhus med skuespillerinden Gertrud Johnsen (1907-?), der senere lod sig skille.

## Filmografi
- Den gamle præst (1939)
- Vagabonden (1940)
- Wienerbarnet (1941)
- En mand af betydning (1941)
- Natekspressen (1942)
- Kriminalassistent Bloch (1943)
- Das haut einen Seemann doch nicht um (1958)